# Caso Coca-Cola vs. Dolly
O Caso Coca-Cola vs. Dolly envolve processos judiciais movidos pela Coca-Cola e também pela Dolly no Brasil. Ambas alegam terem sido vítimas de campanhas difamatórias no ano de 2003.
Laerte Codonho, proprietário da Dolly, afirmou que a Coca-Cola usara práticas de concorrência desleal e acusou-a de sonegação de impostos e de usar folhas de coca em seu produto principal, além de outras acusações. A Dolly chegou mesmo a publicar uma matéria paga de meia página na edição norte-americana do The Wall Street Journal em dezembro de 2003, contendo uma carta aberta endereçada ao presidente mundial da Coca-Cola, Douglas Daft, pedindo que as denúncias fossem investigadas e que fossem tomadas providências.

## Acusações
A Dolly acusou a Coca-Cola de praticar dumping com seu guaraná Simba, de fazer pressão a fornecedores para que eles não negociassem com a Dolly, de sonegação fiscal e de divulgar um e-mail falso sobre alegados danos à saúde provocados pelos refrigerantes Dolly. As acusações se baseavam essencialmente em declarações do ex-diretor da Spal-Panamco, Luiz Eduardo Capistrano Amaral, que teve gravadas uma série de conversas com Laerte Codonho sem seu conhecimento. Nos vídeos, Capistrano admite que "a missão era tirar você (Dolly) do mercado", e quando questionado sobre se o e-mail afirmando que a Dolly causava câncer foi usado pela área de vendas da Coca-Cola, este responde "Pôxa, caramba, isso é mais ou menos óbvio". Laerte Codonho afirmou ainda que durante a conversa Capistrano lhe terá dito "É melhor vender (a Dolly) agora, enquanto ainda vale alguma coisa". Os vídeos foram amplamente divulgados no "Programa 100% Brasil", exibido em 2003 pela emissora RedeTV!. Para além de ter entrado com um pedido de investigação contra a Coca-Cola na Secretaria de Direito Econômico (SDE) e com uma ação judicial de reparação de danos contra a Coca-Cola e a Spal-Panamco, a Dolly procurou ainda levar o assunto à Comissão de Defesa do Consumidor da Câmara dos Deputados do Brasil, o que mereceu uma forte reação por parte dos representantes da Coca-Cola, que acusaram Laerte Codonho de chantagem e de querer desviar a ótica para o campo político.
A Coca-Cola entrou igualmente com duas ações judiciais de reparação de danos por difamação contra a Ragi Referigerantes e a Dettal Participações, empresas vinculadas à marca Dolly, bem como contra Laerte Codonho e a Rede TV!. Para além disso, a Coca-Cola rebateu publicamente todas as alegações da Dolly. Segundo Rodrigo Caracas, diretor jurídico da Coca-Cola, uma marca de guaraná produzida pela multinacional, o Kuat, foi igualmente vítima do mesmo e-mail falso, que reafirmou não ser da autoria da Coca-Cola. Caracas esclareceu ainda que dos três fornecedores citados pela Dolly apenas a Dulcini fornece produtos à Coca-Cola, mas que não existe exclusividade e que este não foi pressionado a nada, citando o depoimento prestado por este à SDE. Relativamente à acusação de dumping, Caracas afirmou que a mesma era infundada dado que, segundo a AC Nielsen, entre 1997 e 2003 os preços da marca Simba estiveram acima dos da Dolly. A Coca-Cola entregou ainda à comunicação social cópia de parte do processo da SDE, onde é dito que três dos cinco vídeos apresentados pela Dolly continham cortes e que por isso não podiam ser usados como prova. Em depoimento à polícia, Capistrano negou ter cometido qualquer delito e afirmou ter sido atraído por Codonho com uma oferta de emprego, e que este o pretendia usar para ameaçar a Coca-Cola, com o objetivo de receber 100 milhões de dólares para evitar um escândalo. Seu advogado pôs igualmente em dúvida as gravações, alegando que as mesmas poderiam ter sido editadas.

### Acusações de sonegação fiscal
Em abril de 2004, a Coca-Cola admitiu ter detetado, após a denuncia de Laerte Codonho, a existência de um esquema na distribuição de seus produtos pela Spal-Panamco (atualmente Femsa) que resultava na sonegação de ICMS. Segundo a multinacional, os produtos saíam da fábrica em São Paulo como destinados ao Mato Grosso do Sul, onde o ICMS é menor, mas na verdade eram vendidos em São Paulo, o que resultava na sonegação de parte do valor do imposto. O caso ficou conhecido como "Operação Pangaia" e envolveu cifras superiores a 10 milhões de reais, que foram quitadas pela Femsa no final de 2003.